# Gil Foix i Baleñà

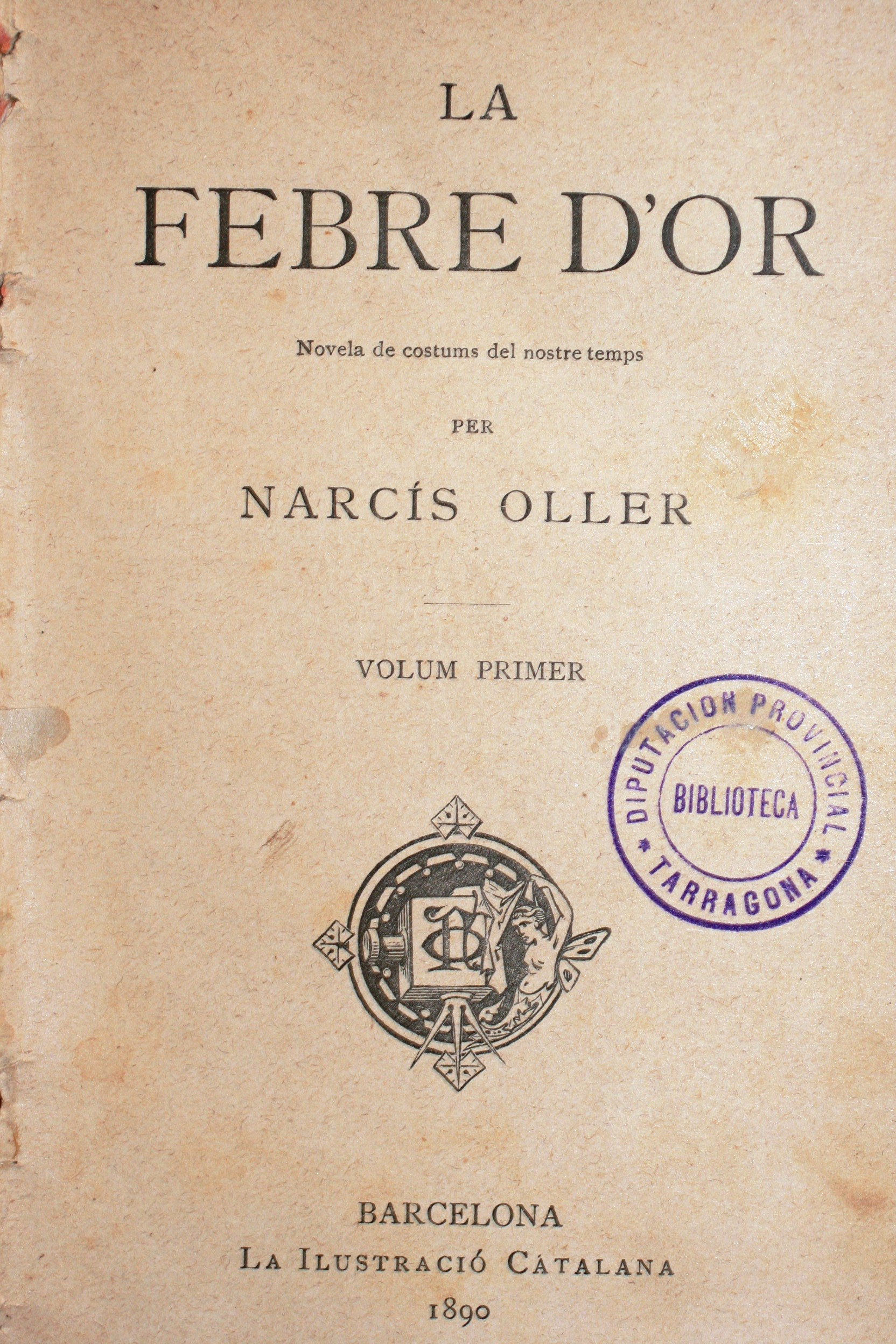
La febre d'or de Narcís Oller (La Ilustració Catalana, 1890)

Gil Foix i Baleñà és un personatge de ficció de la novel·la La febre d'or de Narcís Oller i Moragas, la qual fou publicada entre els anys 1890 i 1892.

## El personatge dins del context de l'obra
Gil Foix i Baleñà és un financer català del segle xix, nascut a Barcelona. Era fill d'un fuster instal·lat als voltants de Sant Cugat del Vallès i tenia dos germans més grans: Bernat i Pere. Mentre feia d'aprenent del pare, fou escolà de Sant Just, on Mn. Pere, un beneficiat de la parròquia amic de la família, l'ajudà a entrar al seminari, però el noi s'ho repensà poc abans de rebre la tonsura. El mateix Mn. Pere, que era aleshores vicari de Vilaniu, tragué Gil de la vida atzarosa que duia a Barcelona: l'acollí sota la seua protecció, acceptada pel protegit sobretot amb l'esperança de casar-se amb Caterina, neboda del capellà. Gil tornà a la fusteria i aconseguí el casament que volia, el primer fruit del qual fou Delfina -Fineta-, nascuda un any després.
Les noves responsabilitats excitaren la cobdícia del pare novell, que encomanà la família a Mn. Pere i marxà a fer fortuna a Cuba, on la guerra posterior al Crit de Yara (1868) no li facilità les coses. Tornà fracassat després de quatre anys, que l'havien introduït en les pràctiques mercantils. Aprofitant aquesta base, Mn. Pere, que continuava protegint la família, l'ajudà a esdevindre corredor de borsa i li cercà els primers clients entre gent de Vilaniu. El capellà, en morir, deixà una herència de 30.000 pessetes a la neboda. Gil li feu un gran enterrament i instal·là la família al carrer d'en Giriti de Barcelona. La nova ocupació li proporcionà guanys que li augmentaren l'ambició, justificada en la idea de deixar una gran fortuna al seu successor, un noi força més jove que Delfina. El seu nom era respectat a la Borsa i el seu despatx atreia molts clients, quan Josep Rodon (de Vilaniu) va fer que s'interessés en la idea d'un ferrocarril de Barcelona a Madrid passant per Vilaniu i Conca. El creixement del negoci, on Bernat Foix era l'home de confiança, en convertí en puntals Jordi Baleñà, cosí de Gil, i el seu fill Eladi, la muller i mare, respectivament, dels quals no comptava amb l'afecte ni amb la simpatia de Caterina. Aquesta s'oposà sempre a la pretensió dels Baleñà de casar Eladi amb Delfina, casament a la qual el pare es comprometé sempre que la filla s'hi avingués. Gil, que del carrer d'en Giriti havia passat a una casa gran i luxosa, on tenia un negret (Panchito) i una institutriu (Blanche), engegà la campanya del ferrocarril: cobrí personalment una sisena part del capital i col·locà la resta amb facilitat a les borses de Barcelona -sobretot, entre gent de Vilaniu- i de París, on se n'ocupà Eladi. La mort sobtada de Mònica (mare de Caterina) deixà aquesta sense la casa que Gil li havia comprat a nom de la difunta. L'altre fill, Francesc, per qui Delfina sentia una inclinació forta, marxà a París a provar sort com a pintor i, crític sempre amb les coses dels Foix, no va voler saber res d'aquelles històries de família. En el millor moment del seu èxit financer, Gil, a qui la muller no va voler acompanyar a causa del dol, anà a París amb Mimí, una barjaula de preu ben coneguda a Barcelona, a qui intentà fer passar (sense sortir-se'n) per la senyora Romagnoli: aquesta, que li presentà un amic que coneixia molt Francesc Tió, l'abandonà quan ja li havia fet despendre una bona picossada; ell deixà el luxós Hotel Continental i es traslladà al Baden, més proper a la Borsa.
En tornar a Barcelona, tant la família com les amistats coneixien la seua aventura amb aquell fregallot, segons expressió de Caterina. Bernat l'informà d'estafes i malifetes dels Baleñà, però no s'ho va creure i provocà que el germà abandonés el despatx. Per a afalagar-lo, li proposaren de presentar-se a les eleccions per a diputats per Vilaniu, cosa que l'enfrontà amb Rodon fins que aquest fou proposat per a senador. Com a conseqüència de les reclamacions de Maria Solervall, a qui Eladi havia donat paraula de casament, Gil descobrí que els Baleñà no jugaven net i els tragué del despatx. En una crisi del ferrocarril, pare i fill actuaren obertament contra ell, que restà fora d'aquell projecte que havia endegat amb tant d'esforç com d'encert: només Giberga semblava defensar el seu nom a Vilaniu. Els clients reclamaren el valor de les accions del ferrocarril que tenien dipositades al seu despatx, i aquest s'enfonsà. Gil s'havia reconciliat amb la dona -havia tornat a anomenar-la Ninona-, però, des d'aquell moment, s'anà apartant de tota vida de relació i acabà fent marcs per als quadres del seu cunyat Francesc, que havia tornat de París, havia salvat la família i havia esdevingut el seu gendre.